# Phường 3, Quận 11
Phường 3 là một phường thuộc Quận 11, Thành phố Hồ Chí Minh, Việt Nam.
Phường 3 có diện tích 0,79 km², dân số năm 2021 là 20.300 người,  mật độ dân số đạt 25.696 người/km².
Trên địa bàn phường có hai di tích là chùa Giác Viên và đình Bình Thới (tọa lạc tại hẻm 161G/3, đường Lạc Long Quân).